# Antti Mikko Niemi
Antti Mikko Niemi (nascut el 31 de maig del 1972) és un porter finlandès, que actualment juga al Portsmouth FC anglès.